# Переднее ядро подушки таламуса
Переднее ядро подушки таламуса (лат. nucleus pulvinaris anterior, англ. anterior pulvinar nucleus) — одно из четырёх традиционно анатомически выделяемых, наряду с нижним, латеральным (боковым), и медиальным (срединным) ядрами, ядер подушки таламуса, или, иначе говоря, одно из четырёх так называемых пульвинарных ядер, или ядер пульвинара.

## Дополнительные изображения

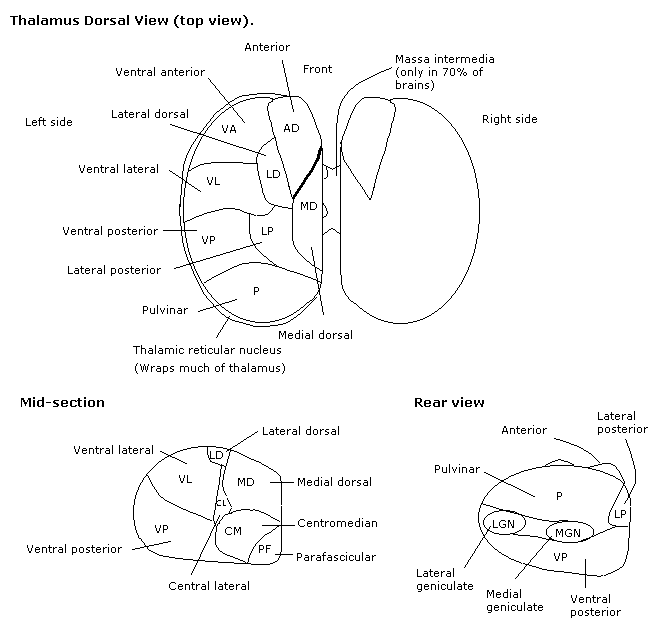
Таламус
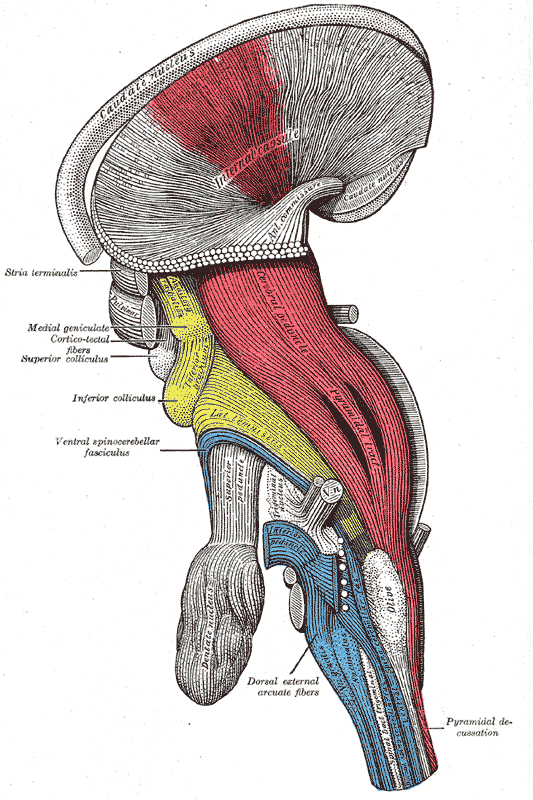
Глубокий разрез ствола головного мозга. Латеральный вид.
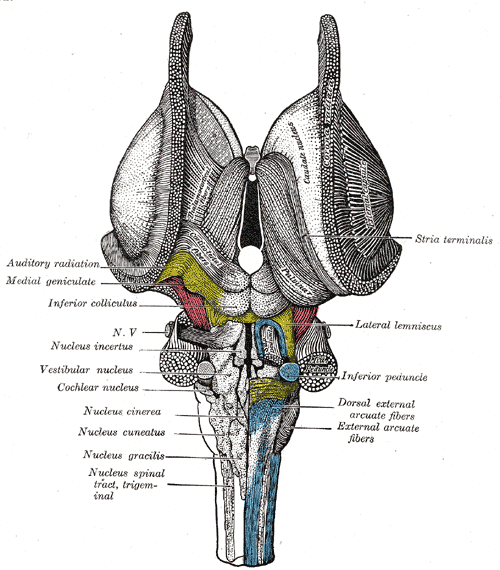
Глубокий разрез ствола головного мозга. Дорсальный вид.
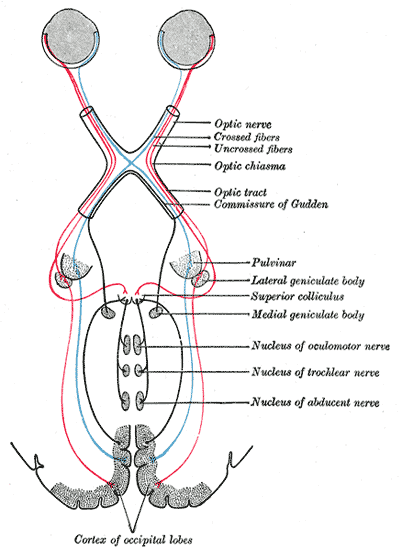
Схема, показывающая центральные соединения зрительных нервов и зрительные тракты.
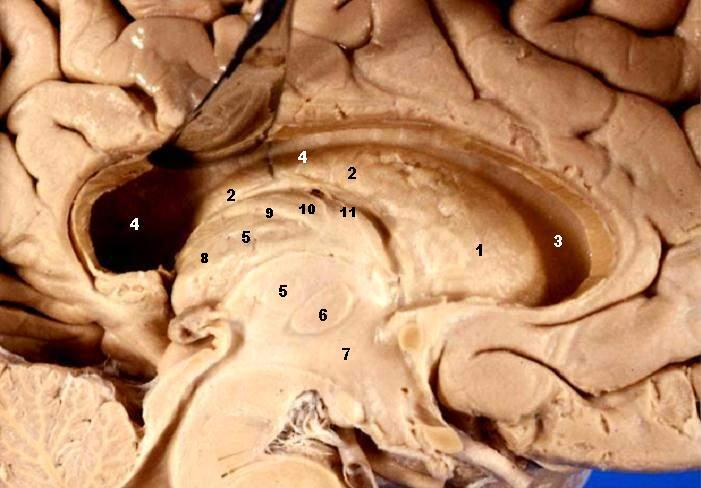
Головной мозг человека в средне-сагиттальном разрезе, вид слева.